# Strada statale 404 di Val Masino
La ex strada statale 404 di Val Masino (SS 404), ora strada provinciale 9 della Val Masino (SP 9), è una strada provinciale italiana.

## Percorso
Inizia ad Ardenno, dalla strada statale 38 dello Stelvio e, su un tracciato tipicamente montano con molte curve e rilevanti pendenze, collega gli abitati della Val Masino e della Val di Bagni con il fondovalle. Termina in località Bagni del Masino (1172 m s.l.m.), frazione di Val Masino.
In seguito al decreto legislativo n. 112 del 1998, dal 2001, la gestione è passata dall'ANAS alla Regione Lombardia che ha provveduto al trasferimento dell'infrastruttura al demanio della Provincia di Sondrio.